# Millplophrys
Millplophrys es un género de arañas araneomorfas de la familia Linyphiidae. Se encuentra en el Sudeste de Asia.

## Lista de especies
Según The World Spider Catalog 12.0:
- Millplophrys cracatoa (Millidge, 1995)
- Millplophrys pallida (Millidge, 1995)